# Stony Tarn
Der Stony Tarn ist ein See im Lake District, Cumbria, England.
Der Stony Tarn liegt am nördlichen Ende von Eskdale und westlich des Hardknott Pass und östlich vom Eel Tarn.
Der See hat einen unbenannten Zufluss im Norden und der Blea Beck bildet seinen Abfluss an seiner Süd-West Ecke.
Sein Name beruht auf den zahlreichen Steinen, die auf seinem Grund liegen.